# ユナイテッド・センター
ユナイテッド・センター（United Center）はアメリカ合衆国・イリノイ州シカゴにある屋内競技場。

## 概要
1994年8月18日に運用開始。ユナイテッド航空が20年契約、1800万ドルで命名権を取得した。そして2014年にもう20年、延長されることになった。NBAのシカゴ・ブルズ、NHLのシカゴ・ブラックホークスの本拠地としても使用されている。1996年には民主党全国大会も行われ、ビル・クリントン大統領も出席した。2022年、2023年には新日本プロレスとAEWとの合同興行AEW×NJPW: Forbidden Doorが当地で開催。